# Tobacco Range
Tobacco Range är öar i Belize. De ligger i distriktet Stann Creek, i den sydöstra delen av landet, 80 km sydost om huvudstaden Belmopan.